# Burlats
Burlats é uma comuna francesa na região administrativa da Occitânia, no departamento de Tarn. Estende-se por uma área de 32.62 km², e possui 2.092 habitantes, segundo o censo de 2018, com uma densidade de 64 hab/km².